# Чаура (филм)
Чаура (енгл. Cocoon) је амерички научнофантастични фантазијски-драмедијски  филм Рона Хауарда из 1985. године, по сценарију Тома Бенедека и прати групу старијих људи које су подмладили ванземаљци.
Године 1988. изашао је наставак Чаура 2: Повратак.

## Радња
Становници старачког дома на периферији града Сент Питерсбурга на Флориди воде одмерен живот пензионера. Једног дана, Бен, Артур и Џој су открили напуштени базен на оближњем имању и почели да тајно пливају тамо. Приликом једног од путовања испоставило се да су се на базену појавили нови власници, који су базен изнајмили на 27 дана. Истог дана непознати људи изнајмљују чамац капетана Џека Бонера, такође на 27 дана. Гости се спуштају под воду са ронилачком опремом и подижу мистериозне предмете на површину, који се затим транспортују до базена. Старци откривају неке велике чауре прекривене шкољкама на дну базена. Они се ипак одлучују да пливају и осећају невероватан налет снаге и младости.
Испоставило се да су пре 10.000 година Земљу посетили пријатељски ванземаљци са планете Антареа. Живели су на Атлантиди, а када је она пала на дно, део ванземаљаца је остао да чека свој повратак у чахурама. Осамдесетих година 20.-ог века на Земљу стиже спасилачка експедиција. Ванземаљка Кити и њени пријатељи, прерушени у људе, изнајмљују чамац да траже чауре на дну мора. Капетан чамца Џек случајно сазнаје њихову тајну. После прве преплашености долази себи и одлучује да помогне гостима са друге планете. Осећања се развијају између Кити и Џека. Постоји нека врста сексуалног контакта на ванземаљски начин са разменом енергије.
У међувремену, преображени старци не могу да чувају тајну свог подмлађивања. Ускоро сви становници куће сазнају за базен и скачу у воду у нади да ће добити другу шансу за живот. У помами, чак покушавају да отворе једну од чахура и зауставља их ванземаљац Валтер. Берни носи своју смртно болесну жену Роуз до базена. Међутим, базен престаје да ради, пошто су земљани узели сву енергију од ванземаљаца. Сада ванземаљци неће преживети пут кући и мораће да буду враћени у море. Ипак, ванземаљци нуде старцима да одлете са њима у Антарију, где могу да живе заувек. Већина се слаже и укрцава се на Џеков чамац. Полиција, а потом и обалска стража почињу потрагу за несталим станарима старачког дома. Међутим, успевају да побегну користећи предност магле. Последњи снимци приказују ванземаљски брод који се удаљава од Земље.

## Улоге
| Глумац             | Улога          |
| ------------------ | -------------- |
| Дон Амичи          | Артур Селвин   |
| Вилфорд Бримли     | Бен Лакет      |
| Хјум Кронин        | Џо Финли       |
| Џек Гилфорд        | Берни Лефковиц |
| Брајан Денехи      | Волтер         |
| Стив Гутенберг     | Џек Бонер      |
| Морин Стејплтон    | Мери Лакет     |
| Џесика Тенди       | Алма Финли     |
| Гвен Вердон        | Бес Мекарти    |
| Херта Вер          | Роуз Лефковиц  |
| Тани Велч          | Кити           |
| Барет Оливер       | Дејвид         |
| Линда Харисон      | Сузан          |
| Тајрон Пауер млађи | Пилсбери       |
| Клинт Хауард       | Џон Декстер    |
| Ренс Хауард        | Детектив       |